# Serenadă

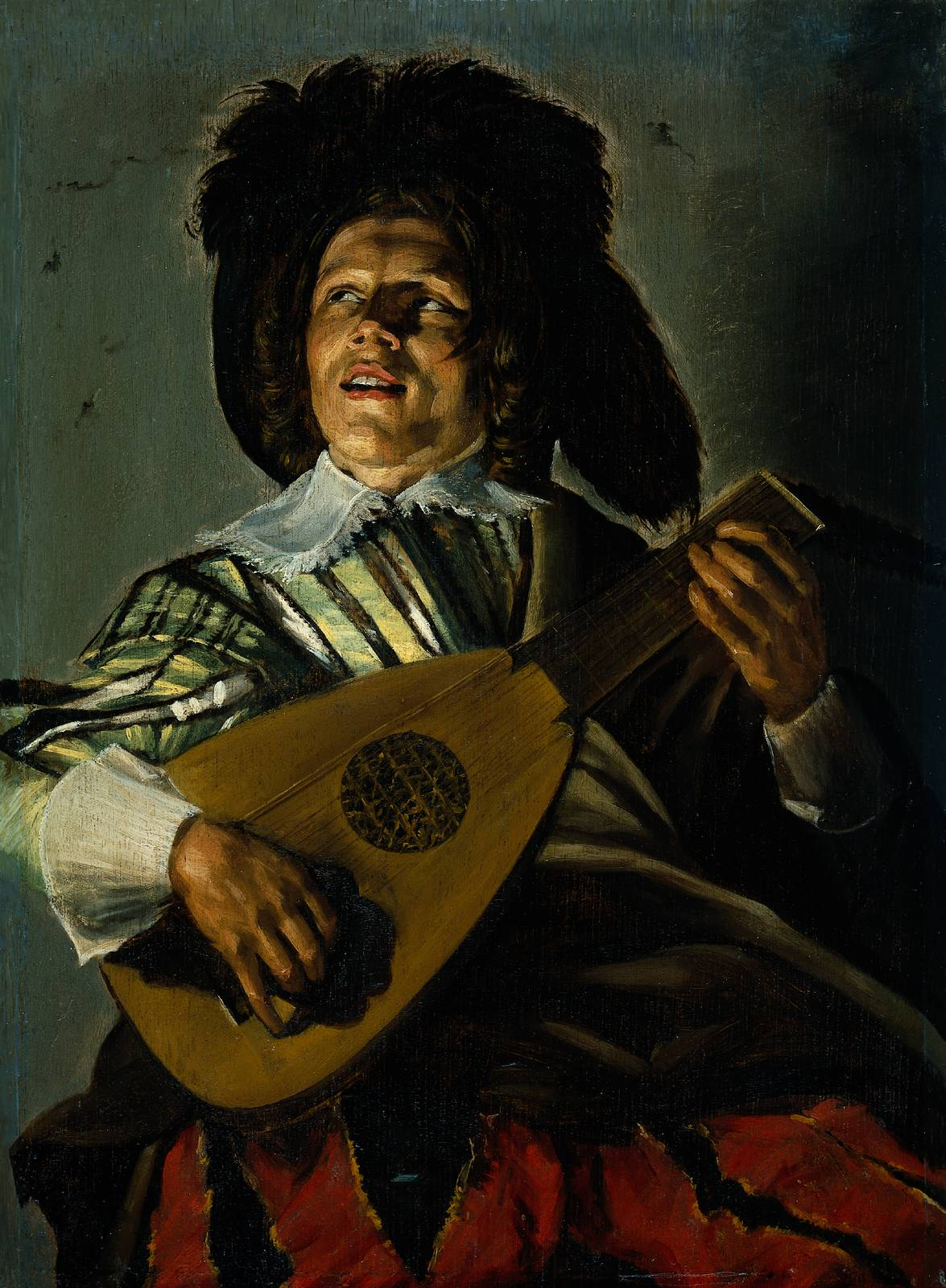
Serenadă de Judith Leyster

Serenadă (din franceză sérénade) este o compoziție muzicală, vocală sau instrumentală, dedicată unei persoane, alcătuită din mai multe părți, apropiată ca factură de divertisment, nocturnă etc., cu caracter liric, care în Evul Mediu era executată seara sau noaptea, cu sau fără acompaniament vocal, sub ferestrele cuiva, în semn de omagiu sau de dragoste, dar, în special sub balconul iubitei.
Etimologic, cuvântul serenadă are la bază cuvântul italian sereno (calm), deoarece serenadele erau piese muzicale lente, în acord cu ora târzie din noapte când erau interpretate.
Serenadele nu au avut niciodată un stil muzical aparte sau o structură muzicală fixă. În epoca barocă serenada a devenit o formă de cantată în aer liber, interpretată pe mai multe voci și cu o instrumentație complexă (trompetă, cornuri sau tobe).
în perioada clasică dar și în cea romantică serenadele au devenit compoziții muzicale standard, cu o instrumentație amplă dar ușoară și cu o structură muzicală în mai multe mișcări, de regulă între patru și zece, cu accent preponderent pe muzicalitate și mai puțin pe dezvoltare tematică sau intensitate dramatică.
În România, termenul a intrat în uz curent după ce, în 1932, a apărut discul lui Titi Botez cu șlagărul „Sub balcon eu ți-am cântat o serenadă”, compus de Petre Andreescu.

## Serenade compuse în România
- Augustin Bena - Serenadă pentru cor bărbătesc
- Ciprian Porumbescu - Serenadă  (Dormi ușor)
- Mircea Chiriac - Serenada pentru vioară și pian (1937)
- Temistocle Popa - Mereu cânta o serenadă
- Camelia Dăscălescu - Serenadă pentru ochii tăi